# Дмитриев, Сергей Николаевич (писатель)
Сергей Николаевич Дмитриев (род. 10 июня 1959, Новгород, РСФСР, СССР) — русский советский писатель, прозаик, публицист, поэт и редактор, кандидат исторических наук. Член и секретарь Правления Союза писателей России с 2004 года. Главный редактор издательства «Молодая гвардия» (1990—1994) и «Вече» (с 1994). Заслуженный работник культуры Российской Федерации (2006).

## Биография
Родился 10 июня 1959 года в городе Новгороде.
С 1976 по 1980 год обучался на историческом факультете Московского государственного педагогического института имени В. И. Ленина. В 1989 году в Институте истории АН СССР защитил диссертацию на соискание учёной степени кандидат исторических наук по теме: «Союз союзов в годы первой Российской революции». С 1981 по 1994 год работал в издательстве «Молодая гвардия»: с 1981 по 1990 год младший редактор, редактор и заведующий редакции политической литературы, с 1990 по 1994 год — главный редактор этого издательства. С 1994 года — главный редактор издательства «Вече». Сергей Дмитриев являлся участником подготовки выпусков более чем десяти тысяч всевозможных книжных изданий.
Член и, с 2004 года, секретарь Правления Союза писателей России. В 1991 году вышел первый прозаический сборник «Письма совести и веры: История „завещания“ Короленко» выпущенный в издательстве «Молодая гвардия», в дальнейшем выходят поэтические сборники: «Письмена. 150 стихотворений из старой тетради» (1998), «Заветное. Двадцать лет спустя» (2000), «Слезы небес» (2002), «О жизни, смерти и любви…» (2005), «Лирика любви» (2008), «Стихи о внуках» (2016), «Любовь земная и небесная», «Молитвы русского поэта» и «Я жизнь за все благодарю…» (2018) выпущенные в издательстве «Вече». Историческая документалистика писателя была представлена такими книгами как: «Персидские напевы. От Грибоедова и Пушкина до Есенина и XXI века» (2014), «Последний год Грибоедова. Триумф. Любовь. Гибель» и «Грибоедов. Тайны смерти Вазир-Мухтара» (2016), «Владимир Короленко и революционная смута в России. 1917—1921» (2017).
2 августа 2006 года Указом Президента России «За заслуги в области культуры, печати, телерадиовещания и многолетнюю плодотворную работу» Сергей Николаевич Дмитриев был удостоен почётного звания Заслуженный работник культуры Российской Федерации.

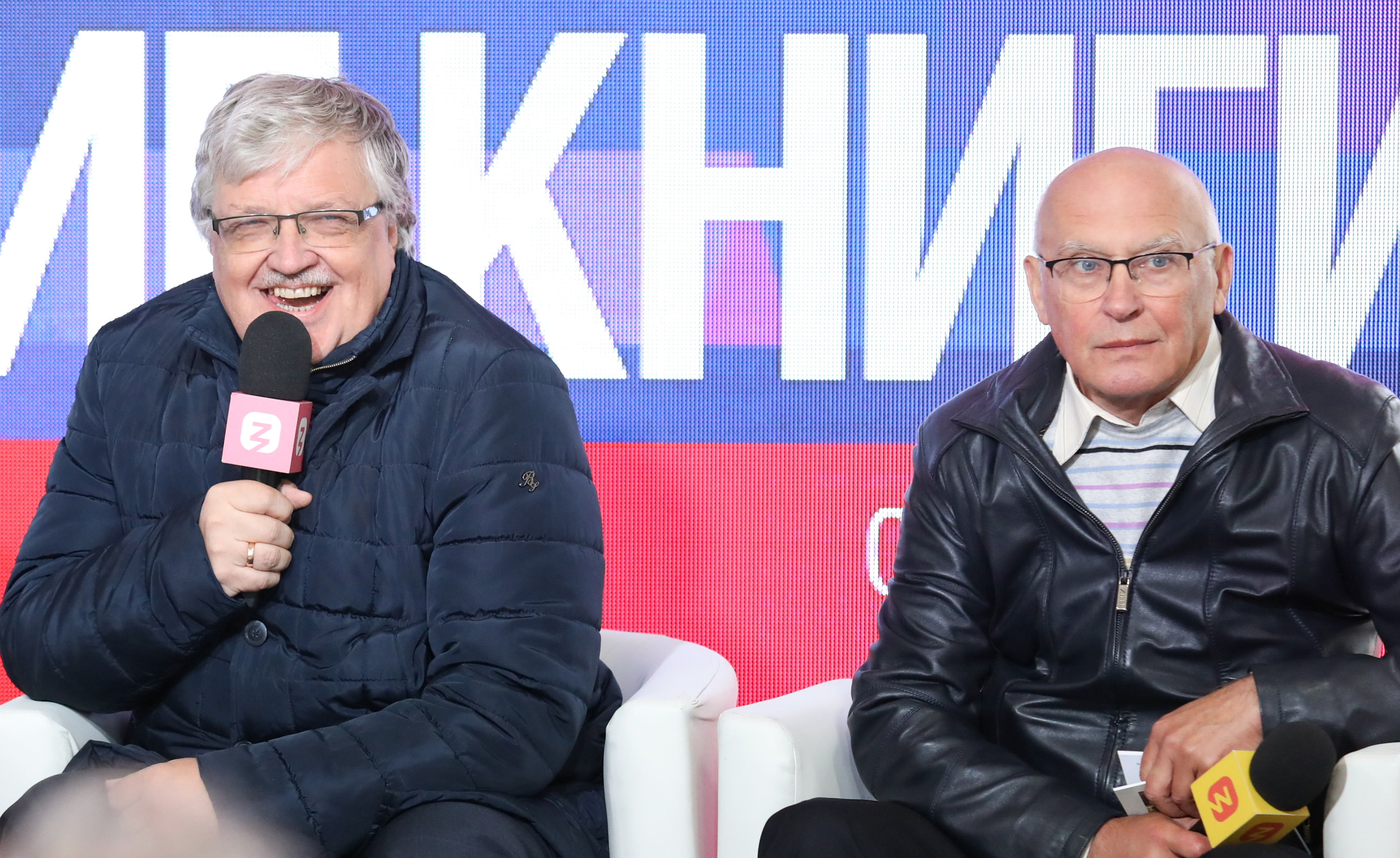
Сергей Дмитриев и Виктор Кирюшин на книжном фестивале «Красная площадь» — 2023

С 2002 года увлекается фотографией, работы были опубликованы в периодических и книжных изданиях и использовались при оформлении выставок «Крокус-Экспо» в Москве и «Зелёная неделя» в Берлине. Также проводились авторские выставки фотографий: «Русские блики» в московском ЦДРИ и Музее изобразительных искусств в Великом Новгороде в 2007 году и «Намибийские краски» в посольстве Намибии в России в 2009 году.
Является автором проекта «Поэтические места России» и членом совета Фонда культурного наследия А. С. Грибоедова.

### Личная жизнь
Жена — Наталия Сергеевна Дмитриева, руководитель издательского центра «Вече». Имеют двоих сыновей и 6 внуков.
Увлекается путешествиями, посетил более 80 стран. 

## Общественная позиция
В 2022 году подписал письмо в поддержку российского военного вторжения на Украину.

## Награды
- Орден Дружбы (28 марта 2019 года) — за большой вклад в развитие отечественной культуры и искусства, средств массовой информации, многолетнюю плодотворную деятельность[11][12]
- Медаль ордена «За заслуги перед Отечеством» II степени (2023 год) — за самоотверженность, личный вклад в поддержку морально-психологического состояния и укрепление боевого духа участников специальной военной операции[13]
- Медаль Пушкина (14 июня 2012 года) — за заслуги в развитии средств массовой информации, культуры и многолетнюю плодотворную работу[14][15]
- Медаль «За трудовое отличие»[12]
- Медаль «В память 850-летия Москвы»[3]
- Бронзовая медаль ВДНХ[3]
- Почётная грамота Президента Российской Федерации (27 сентября 2024 года) — за достигнутые трудовые успехи и многолетнюю добросовестную работу[16]
- Почётная грамота Правительства Российской Федерации (17 мая 2021 года) — за заслуги в развитии отечественных средств массовой информации и многолетний добросовестный труд[17]

### Звание
- Заслуженный работник культуры Российской Федерации (2 августа 2006 года) — за заслуги в области культуры, печати, телерадиовещания и многолетнюю плодотворную работу[4]

### Премии
- Премия Министерства обороны Российской Федерации в области культуры и искусства (2021) — за серии книг военно-патриотической тематики[18]
- Премия Службы внешней разведки Российской Федерации (2020 — «за подготовку, оформление и издание сборника „Лучшие книги о разведке“»)[19]
- Макарьевская премия[12]
- Лауреат литературной премии имени Александра Фадеева (2003)[3]
- Лауреат литературной премии имени Валентина Пикуля (2005)[3]
- лауреата Национальной премии «Лучшие книги и издательства года» (2009 — за книгу «Лирика любви»)[3]
- Патриаршая литературная премия (2025)[20]